# Sebastián Jurado
Sebastián Jurado Roca (Veracruz, 28 settembre 1997) è un calciatore messicano, portiere del Juárez.

## Carriera
Cresciuto nel settore giovanile del Veracruz, ha esordito in prima squadra il 13 settembre 2017 disputando l'incontro di Copa México vinto 3-1 contro l'Oaxaca.